# Kevin Richardson (Sänger)

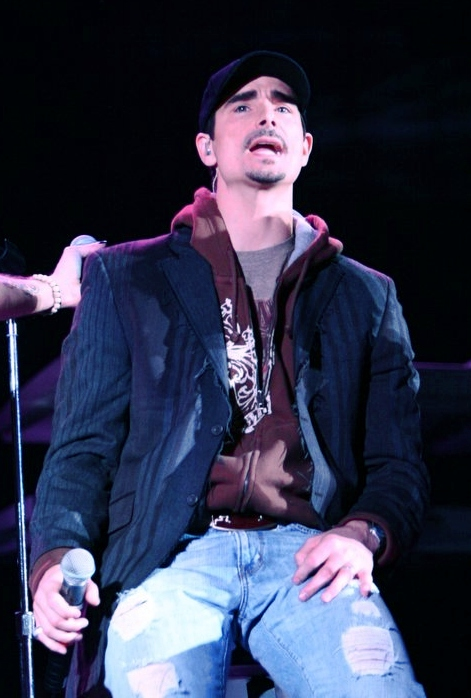
Kevin Richardson, 2005

Kevin Scott Richardson (* 3. Oktober 1971 in Lexington, Kentucky) ist ein US-amerikanischer Sänger. Bekannt wurde er als Mitglied der Boygroup Backstreet Boys.

## Leben
Richardson wuchs auf einem 10 Hektar großen Bauernhof mit seinen Eltern und den beiden älteren Brüdern Jerald Wayne Jr. und Tim auf. Als er neun Jahre alt war, zog die Familie nach Estill County, wo sein Vater ein Sommerlager leitete. In der Schule spielte Richardson in der Football-Mannschaft, arbeitete im Zeltlager und sang im Kirchenchor. Nachdem er sich selbst das Pianospielen beigebracht hatte, war das Keyboard sein ständiger Begleiter und er begann Lieder zu schreiben.
Nach dem Highschool-Abschluss verließ er gemeinsam mit seinem Bruder Jerald Kentucky und beide gingen nach Orlando. Dort verdiente Richardson als Tourguide im Disney World und Tanzlehrer sein Geld. Als Modell arbeitete er für Versace.
Am 26. August 1991 starb Richardsons Vater nach zwei Jahren vergeblicher Therapie an Krebs. Um über diesen Verlust hinwegzukommen, kehrte er nach Florida zurück.
Sein Traum von der großen Karriere als Sänger oder Schauspieler brachte ihn zu unzähligen Castings und Vorsprechterminen. Ein Treffen mit Johnny Wright führte ihn ein Jahr später zu Howie Dorough, AJ McLean und Nick Carter. Mit seinem Cousin Brian Littrell waren die Backstreet Boys schließlich komplett.
Auch auf seine Initiative hin kam der Bruch mit Lou Pearlman und dessen Plattenfirma. Sie unterschrieben einen Plattenvertrag bei The Firm, wo sie wesentlich mehr Mitspracherecht und bessere finanzielle Konditionen hatten.
Kevin Richardson ist seit dem 17. Juni 2000 mit der Schauspielerin Kristin Kay Willits verheiratet. Ihr erstes gemeinsames Kind, ein Sohn namens Mason, kam am 3. Juli 2007 zur Welt. Ihr zweites gemeinsames Kind, ein Sohn namens Maxwell, wurde am 10. Juli 2013 geboren.
Am 23. Juni 2006 gab Kevin Richardson bekannt, dass er nach 13 Jahren die Backstreet Boys verlassen würde, um anderen Interessen nachzugehen. Die übrigen Mitglieder der Backstreet Boys ließen Richardson wissen, dass er jederzeit wieder in der Band willkommen sei.
Am 29. April 2012 wurde während eines Livekonzerts in London (das in über 400 Kinos übertragen wurde) bekannt gegeben, dass Kevin Richardson wieder zu den Backstreet Boys zurückkehrt und im Jahr 2013 ein neues Album auf den Markt bringt.